# Linnumäe
Koordinaten: 58° 59′ N, 22° 46′ O
Linnumäe ist ein Dorf (estnisch küla) in der Landgemeinde Hiiumaa (bis 2017: Landgemeinde Pühalepa). Es liegt auf der zweitgrößten estnischen Insel Hiiumaa (deutsch Dagö).

## Beschreibung
Linnumäe (deutsch Vogelberg) hat 29 Einwohner (Stand 31. Dezember 2011). Das Dorf liegt unmittelbar südöstlich der Inselhauptstadt Kärdla.
Bei den Einwohnern Hiiumaas ist vor allem das Erholungszentrum von Linnumäe bekannt. Es bietet Reitmöglichkeiten und Clubräume sowie frische Fischgerichte.
Durch das Dorf fließt der Fluss Nuutri (Nuutri jõgi).